# SV Feldkirchen
Sportverein Feldkirchen – austriacki klub piłkarski z siedzibą w mieście Feldkirchen in Kärnten, grający w Landeslidze Kärnten, stanowiącej czwarty poziom rozgrywek w Austrii. 

## Historia
Klub został założony w 1948 roku. W 2008 roku dotarł do finału Pucharu Austrii, jednak w jego finałowym dwumeczu doznał porażki z drużyną SV Horn (1:1, 1:2). W latach 2004–2009 zespół występował w Regionallidze (grupa Mitte), stanowiącej trzeci poziom rozgrywek w Austrii.

## Reprezentanci kraju grający w klubie
- Auron Miloti
- Klaus Rohseano

## Osiągnięcia
- Puchar Austrii
  - finał: 2008